# Västra Långevattnet
Västra Långevattnet är en sjö belägen i Delsjöområdets naturreservat i Göteborgs kommun i Västergötland och ingår i Göta älvs huvudavrinningsområde. Sjöns area är 0,048 kvadratkilometer och den befinner sig 106 meter över havet.

## Bilder

Västra Långevattnet
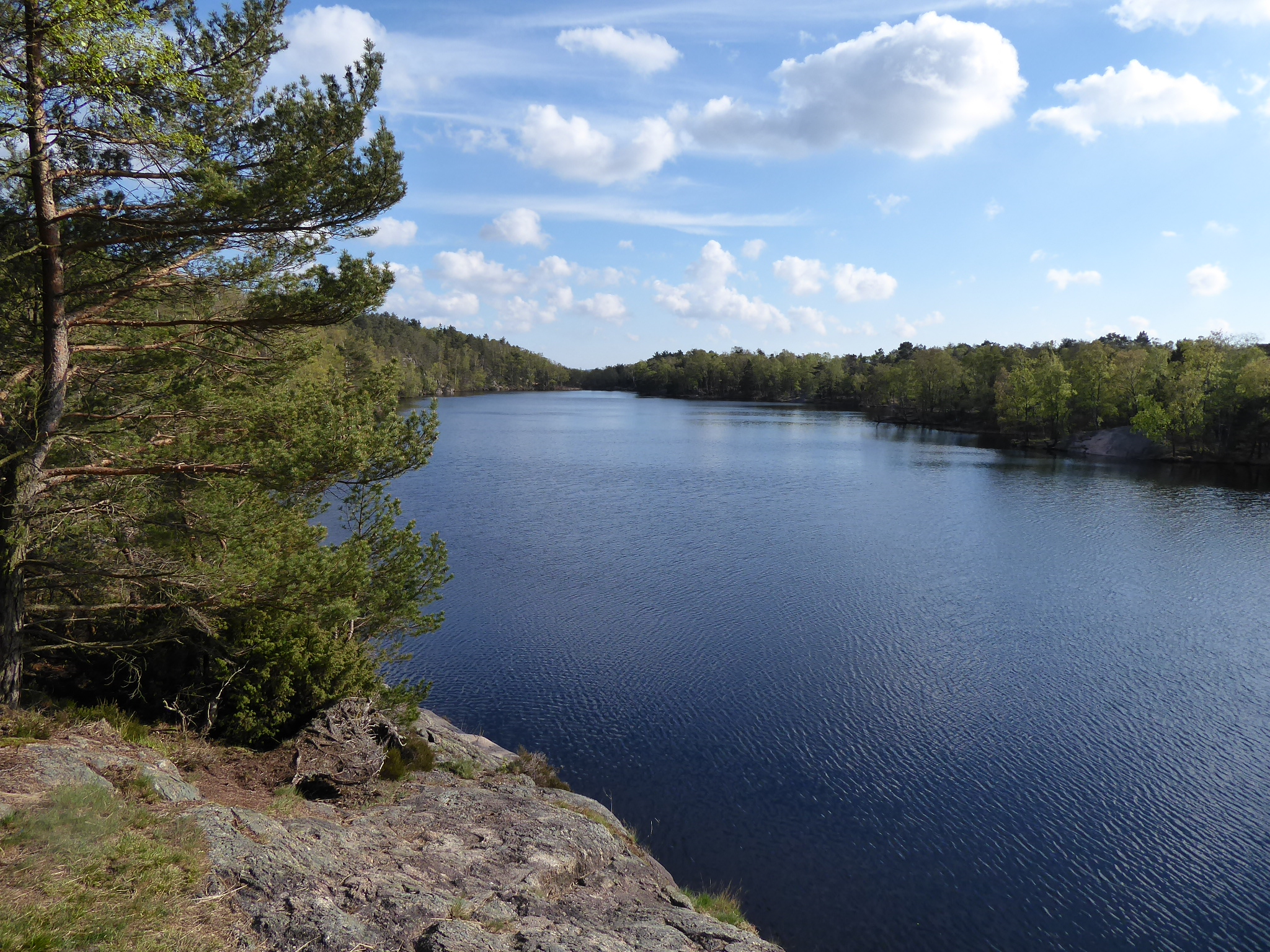
Västra Långevattnet från NE 8 maj 2020.
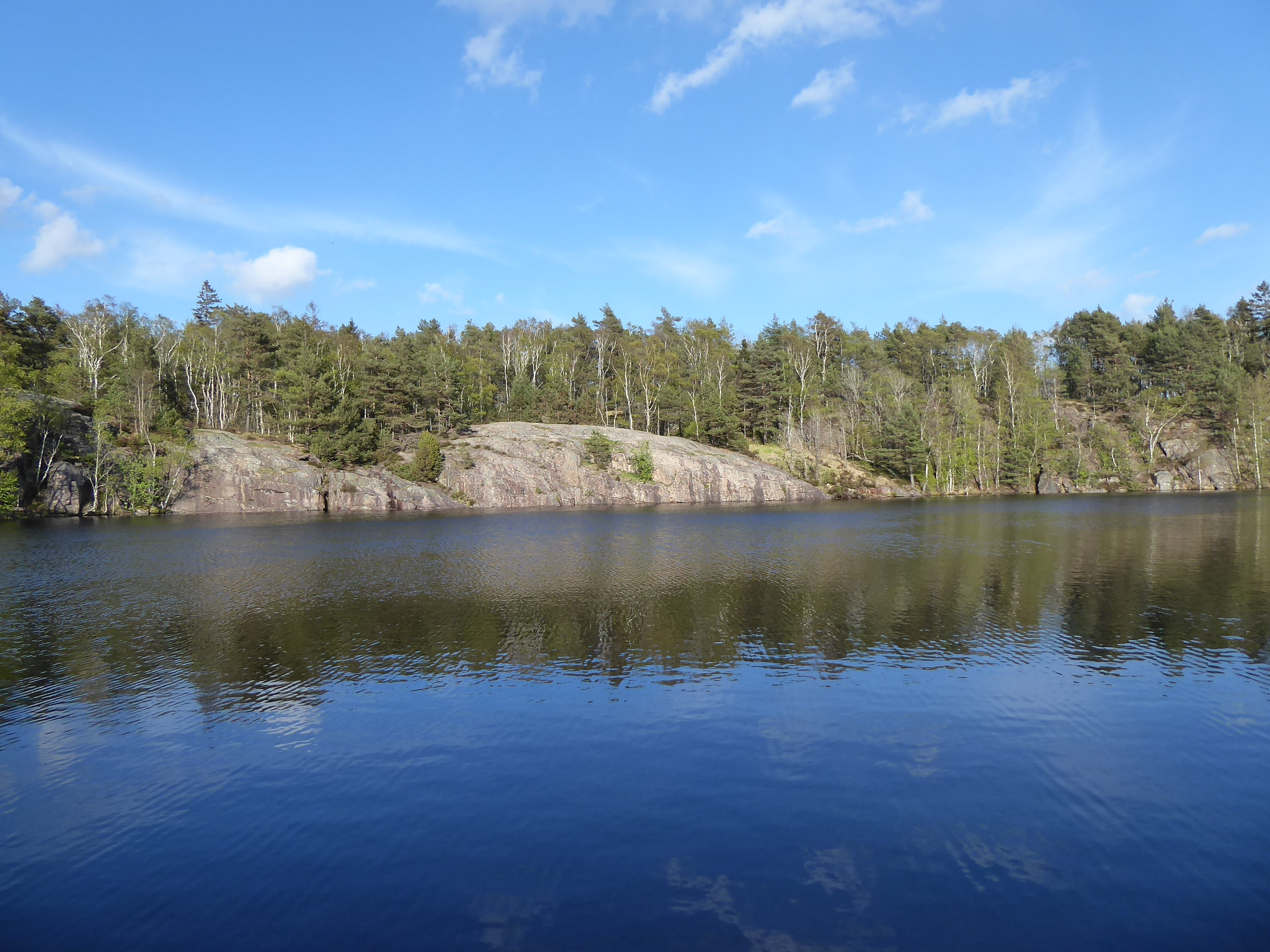
Västra Långevattnet från västra stranden 8 maj 2020.
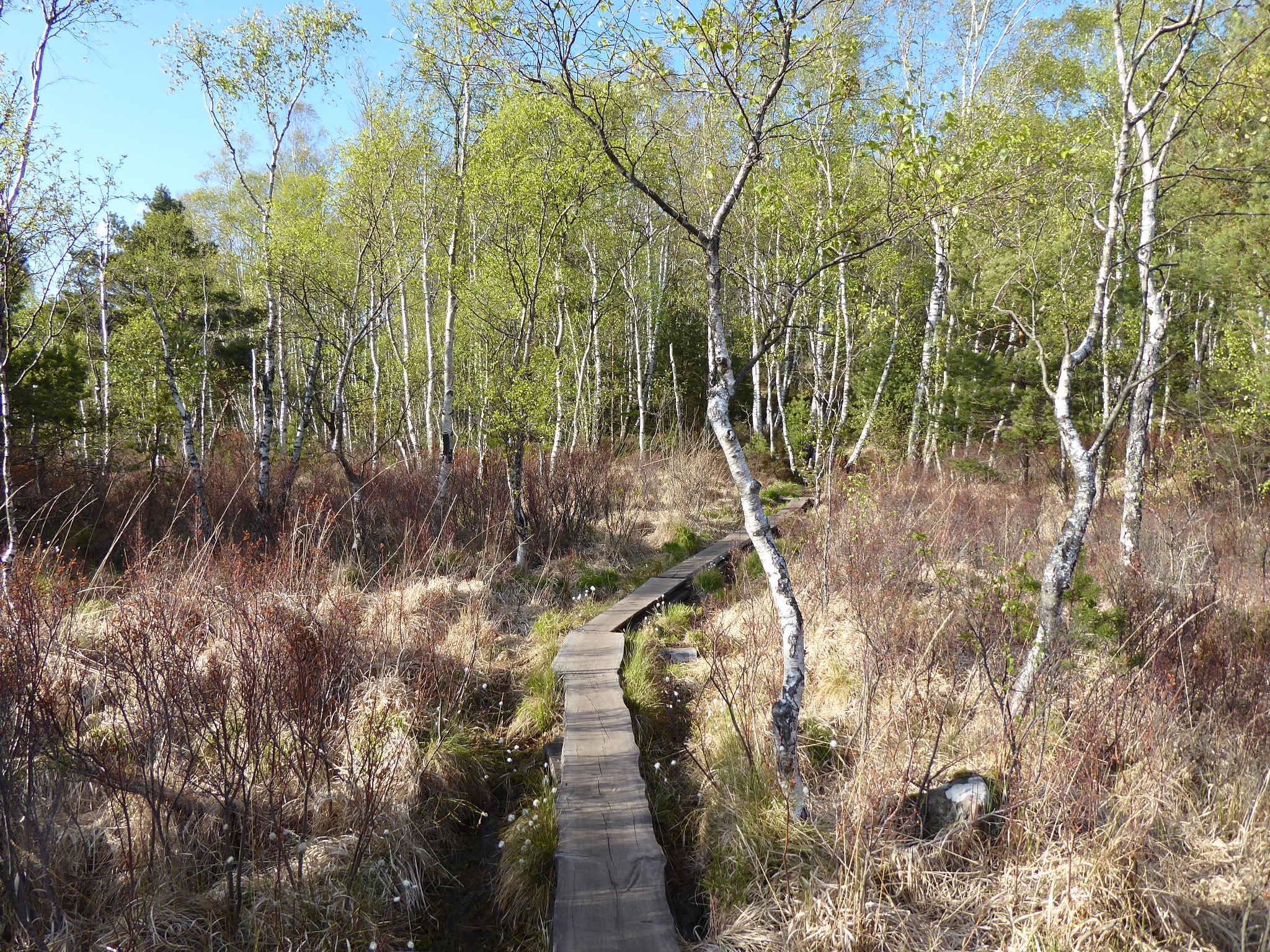
Spång i Västra Långevattnets nordvästra ände 8 maj 2020.